# Municipio de Westmark
El municipio de Westmark (en inglés: Westmark Township) es un municipio ubicado en el condado de Phelps en el estado estadounidense de Nebraska. En el año 2010 tenía una población de 173 habitantes y una densidad poblacional de 1,86 personas por km².

## Geografía
El municipio de Westmark se encuentra ubicado en las coordenadas 40°34′8″N 99°28′27″O / 40.56889, -99.47417. Según la Oficina del Censo de los Estados Unidos, el municipio tiene una superficie total de 93.08 km², de la cual 93,08 km² corresponden a tierra firme y (0 %) 0 km² es agua.

## Demografía
Según el censo de 2010, había 173 personas residiendo en el municipio de Westmark. La densidad de población era de 1,86 hab./km². De los 173 habitantes, el municipio de Westmark estaba compuesto por el 100 % blancos. Del total de la población el 2,31 % eran hispanos o latinos de cualquier raza.